# Білейський Рибопитомник
Біле́йський Рибопито́мник (рос. Билейский Рыбопитомник) — присілок у складі Богдановицького міського округу Свердловської області.
У радянські часи присілок існував, однак потім був ліквідований. Офіційно відновлений 2011 року.